# Elizabeth Christ Trump

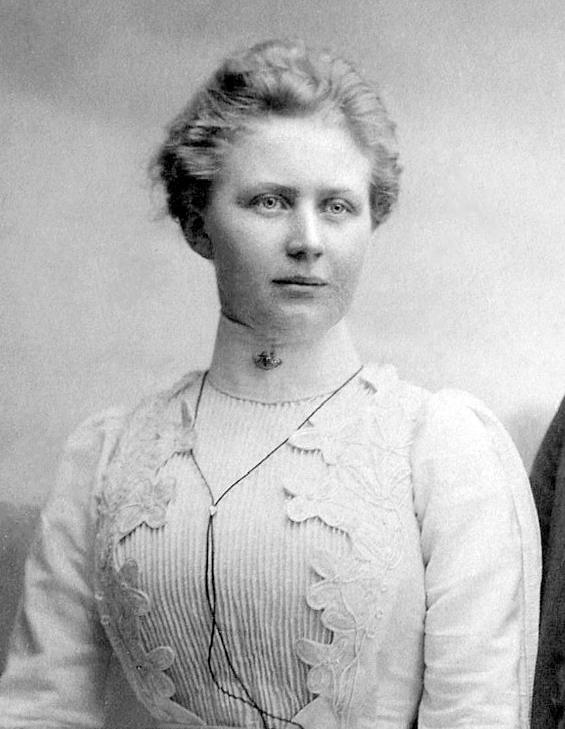
Elizabeth Christ Trump (1902)

Elizabeth Christ Trump (* 10. Oktober 1880 in Kallstadt, Pfalz, Königreich Bayern als Elisabeth Christ; † 6. Juni 1966 in Manhasset, New York) war eine deutsch-amerikanische Geschäftsfrau. Sie gründete die Immobilienfirma Elizabeth Trump & Son, einen Vorläufer der Trump Organization, die seit 1971 ihrem Enkel Donald Trump, dem 45. bzw. 47. Präsidenten der Vereinigten Staaten, gehört.

## Leben

### Frühes Leben
Elisabeth Christ wurde am 10. Oktober 1880 im pfälzischen Kallstadt als Tochter von Philipp Christ und Anna Maria Christ, geb. Anthon, geboren. Ihre Eltern waren arme Winzer, und der Vater handelte nebenbei mit Haushaltswaren, was ihm den Spitznamen Gscherr-Christ einbrachte. Die Familie war in Kallstadt wenig angesehen.
Im Jahr 1901 kam der frühere Nachbarssohn Friedrich Trump, der in die Vereinigten Staaten ausgewandert war, im Klondike-Goldrausch mit dem Betrieb von Restaurants ein Vermögen gemacht hatte und als Frederick Trump eingebürgert worden war, nach Kallstadt, um in seinem Heimatort eine Ehefrau zu finden. Seine Wahl fiel auf Elisabeth, die bei seiner Emigration noch ein kleines Kind gewesen war. Gegen den heftigen Einspruch seiner Mutter, die ihren wohlhabenden Sohn zu einer standesgemäßen Wahl zu bewegen versuchte, verlobte er sich mit Elisabeth, und 1902 reiste er erneut zur Hochzeit an, die am 26. August in Ludwigshafen stattfand.
Die Eheleute ließen sich dann in einem von deutschen Einwanderern bewohnten Viertel der Bronx nieder, einem Stadtteil von New York. Dort lebten sie in einem modernen, recht luxuriös ausgestatteten Apartmenthaus. Trotz der Annehmlichkeiten und des deutschsprachigen Umfelds litt Elizabeth, wie sie sich dort offiziell nannte, aber bald unter schwerem Heimweh, und nach der Geburt der gleichnamigen Tochter kehrte die Familie deshalb 1904 nach Deutschland zurück. Der Rückbürgerungsantrag ihres Ehemannes wurde jedoch von der bayerischen Innenbehörde in Speyer (die Pfalz gehörte damals zu Bayern) abgelehnt, weil man vermutete, dass er mit seiner Emigration 1885 dem Militärdienst entgehen wollte. 1905 wurden sie deshalb aus Deutschland ausgewiesen und siedelten endgültig in die USA über, wo sie zunächst wieder in der Bronx lebten. Bei der Überfahrt war Elizabeth im fünften Monat mit dem zweiten Kind Fred schwanger. Nach der Geburt des dritten Kindes John im Jahr 1907 zog die Familie in den Stadtteil Queens, der damals ebenfalls stark deutsch geprägt war. Nachdem ihr Mann im Mai 1918 der Spanischen Grippe zum Opfer gefallen war, erbte die 37-jährige Elizabeth ein Vermögen von etwa 30.000 $ (Wert 2025 etwa 950.000 $), das allerdings in der schweren Nachkriegs-Inflation 1919/20 erheblich an Wert einbüßte.

### Tätigkeit als Unternehmerin
Elizabeth Trump setzte die Immobiliengeschäfte ihres Mannes fort, indem sie auf den fünf unbebauten Grundstücken, die er hinterlassen hatte, Häuser errichten ließ, diese verkaufte und an die Käufer Hypothekendarlehen vergab. Daneben betätigte sie sich als Näherin. 1925 gründete sie die Firma Elizabeth Trump & Son und leitete diese offiziell, bis ihr noch minderjähriger Sohn Fred, der gerade sein erstes Haus fertiggestellt hatte und damit in das Baugewerbe einstieg, volljährig war.

## Privates
Ihre Tochter Elizabeth (1904–1961) heiratete 1929 William (Bill) Walter, der ein erfolgreicher Banker wurde, und bekam zwei Söhne mit ihm. Ihr jüngster Sohn John G. Trump (1907–1985) war Elektrotechniker und Physiker und von 1936 bis 1973 Professor am Massachusetts Institute of Technology. Er trat durch bedeutende Beiträge zur Verringerung der Nebenwirkungen der Strahlentherapie der Krebserkrankung hervor. Im Zweiten Weltkrieg war er für die Ausstattung der amerikanischen Streitkräfte in Europa mit neuesten Radargeräten verantwortlich und wurde dafür als Kriegsheld ausgezeichnet.
Elizabeth Christ Trump lebte bis zu ihrem Tod in Queens. Mit ihrem Heimatort Kallstadt blieb sie zeitlebens verbunden. Zuletzt feierte sie dort 1960 ihren 80. Geburtstag.